# バベット (小惑星)
バベット (8344 Babette) は、小惑星帯の小惑星。群馬県の新島恒男と浦田武が発見した。
アメリカ合衆国の天文学者、フレッド・ホイップルの妻の名前に因んで名付けられた。